# Jo Gartner
Josef Gartner ou mais conhecido como Jo Gartner (Viena, 24 de Janeiro de 1954 — Le Mans, 1 de Junho de 1986) foi um automobilista da Áustria.
Ele participou na Fórmula 1 apenas em 1984 tendo como melhor resultado naquele ano na categoria, o 5º lugar no Grande Prêmio da Itália. Ele não faturou os 2 pontos com a colocação conquistada, porque naquele ano a equipe Osella inscreveu apenas o carro do italiano Piercarlo Ghinzani. Seu grande destaque no automobilismo mundial foi nas 24 Horas de Le Mans: em 1985 foi 4º colocado e em 1986, ele faleceu quando seu carro bateu na curva Mulsanne, ricocheteou e pegou fogo em seguida.

## Fórmula 1[1]
| Ano  | Nome Oficial da Equipe | Chassis     | Motor                    | Pneus | 1   | 2   | 3   | 4       | 5   | 6   | 7   | 8   | 9   | 10      | 11      | 12      | 13     | 14     | 15     | 16     | Pontos | Posição  |
| ---- | ---------------------- | ----------- | ------------------------ | ----- | --- | --- | --- | ------- | --- | --- | --- | --- | --- | ------- | ------- | ------- | ------ | ------ | ------ | ------ | ------ | -------- |
| 1984 | Osella Squadra Corse   | Osella FA1E | Alfa Romeo 1260 V12      | P     | BRA | AFS | BEL | SMR Ret | FRA | MON | CAN | USE | DAL |         |         |         |        |        |        |        | 0      | NC (21º) |
| 1984 | Osella Squadra Corse   | Osella FA1F | Alfa Romeo 890T V8 Turbo | P     |     |     |     |         |     |     |     |     |     | GBR Ret | ALE Ret | AUT Ret | HOL 12 | ITA 51 | EUR 12 | POR 16 | 0      | NC (21º) |

↑1  No Grande Prêmio da Itália, ele terminou em 5º lugar e não marcou 2 pontos, porque a equipe Osella inscreveu apenas um carro no campeonato.

## 24 Horas de Le Mans[3]
| Ano  | Equipe                | Nº | Co-Pilotos                              | Chassi                              | Pneus | Classe | Voltas | Posição | Posição Na Categoria |
| Ano  | Equipe                | Nº | Co-Pilotos                              | Motor                               | Pneus | Classe | Voltas | Posição | Posição Na Categoria |
| ---- | --------------------- | -- | --------------------------------------- | ----------------------------------- | ----- | ------ | ------ | ------- | -------------------- |
| 1985 | JB Racing             | 33 | John Fitzpatrick Racing                 | Porsche 956B                        | Y     | C1     | 366    | 4       | 4                    |
| 1985 | JB Racing             | 33 | John Fitzpatrick Racing                 | Porsche Type-935 2.6 L Turbo Flat-6 | Y     | C1     | 366    | 4       | 4                    |
| 1986 | Porsche Kremer Racing | 9  | Sarel van der Merwe Kunimitsu Takahashi | Porsche 962C                        | Y     | C1     | 169    | DNF     | DNF                  |
| 1986 | Porsche Kremer Racing | 9  | Sarel van der Merwe Kunimitsu Takahashi | Porsche Type-935 2.6L Turbo Flat-6  | Y     | C1     | 169    | DNF     | DNF                  |